# Erbsbühl (Naila)
Erbsbühl ist ein Gemeindeteil der Stadt Naila im oberfränkischen Landkreis Hof in Bayern. Erbsbühl liegt in der Gemarkung Naila.

## Geografie
Die Einöde liegt auf einem Höhenzug des Frankenwaldes. Eine Anliegerstraße führt nach Reutberg/Kalkofen (0,7 km östlich).

## Geschichte
Der Ort wurde Mitte des 16. Jahrhunderts erstmals schriftlich erwähnt.
Erbsbühl gehörte zur Realgemeinde Naila. Gegen Ende des 18. Jahrhunderts bestand Erbsbühl aus fünf Anwesen (2 Halbhöfe, 3 halbe Gütlein). Die Hochgerichtsbarkeit hatte das bayreuthische Vogteiamt Naila. Das Rittergut Naila-Erbsbühl war Grundherr sämtlicher Anwesen.
Von 1797 bis 1810 unterstand Erbsbühl dem Justiz- und Kammeramt Naila. Infolge des Ersten Gemeindeedikts wurde Erbsbühl dem 1812 gebildeten Steuerdistrikt Naila und der zugleich entstandenen Munizipalgemeinde Naila zugewiesen. In der freiwilligen Gerichtsbarkeit unterstanden die Anwesen dem Patrimonialgericht Erbsbühl.

### Einwohnerentwicklung
| Jahr      | 1799   | 1819  | 1861   | 1871   | 1885   | 1900   | 1925   | 1950   | 1961   | 1970   | 1987  |
| Einwohner | 26     | 50    | 16     | 13     | 10     | 9      | 9      | 7      | 11     | 2      | 5     |
| Häuser    | 5      |       |        |        | 2      | 2      | 2      | 2      | 2      |        | 2     |
| Quelle    | [ 10 ] | [ 7 ] | [ 11 ] | [ 12 ] | [ 13 ] | [ 14 ] | [ 15 ] | [ 16 ] | [ 17 ] | [ 18 ] | [ 1 ] |

## Religion
Erbsbühl ist seit der Reformation evangelisch-lutherisch geprägt und bis heute in die Stadtkirche Naila gepfarrt.